# 芃湖市社
芃湖市社（越南语：／），又译奔胡市社，是越南多乐省下辖的一個市社。

## 地理
芃湖市社东接亚嘎县和克容囊县，西接格姆阿县，南接克容帕县，北接克容布县。

## 历史
2008年3月6日，芃湖市镇被评定为四级城镇。
2008年12月23日，克容布县以团结社、统一社、亚仙社、平顺社、亚热容社、居包社、芃湖市镇1市镇6社和亚博朗社、亚低社2社部分区域析置芃湖市社；亚低社部分区域析置达孝坊，芃湖市镇和亚博朗社析置安乐坊，芃湖市镇、团结社部分区域和亚低社剩余区域合并为安平坊，芃湖市镇剩余区域和亚博朗社部分区域合并为善安坊，团结社改制为团结坊，统一社和亚仙社析置统一坊，统一社剩余区域改制为平新坊。
2024年9月28日，越南国会常务委员会通过决议，自2024年11月1日起，亚博朗社部分区域划归亚仙社管辖，亚博朗社剩余部分并入亚热容社。

## 行政区划
芃湖市社下辖7坊4社，市社人民委员会位于安乐坊。
- 安平坊（Phường An Bình）
- 安乐坊（Phường An Lạc）
- 平新坊（Phường Bình Tân）
- 达孝坊（Phường Đạt Hiếu）
- 团结坊（Phường Đoàn Kết）
- 善安坊（Phường Thiện An）
- 统一坊（Phường Thống Nhất）
- 平顺社（Xã Bình Thuận）
- 居包社（Xã Cư Bao）
- 亚热容社（Xã Ea Drông）
- 亚仙社（Xã Ea Siên）